# Xaver Schlager
Xaver Schlager (født d. 28. september 1997) er en østrigsk professionel fodboldspiller, som spiller for Bundesliga-klubben RB Leipzig og Østrigs landshold.

## Klubkarriere

### FC Liefering og Red Bull Salzburg
Schlager gjorde sin professionelle debut for Red Bull Salzburg-feederholdet FC Liefering den 27. februar 2015. Schlager gjorde sin debut for Salzburgs førstehold den 11. maj 2016.
Schlager var i sin tid hos Salzburg med til at vinde 4 østrigske mesterskaber og 3 østrigske pokaltuneringer.

### Wolfsburg
Schlager skiftede i juni 2019 til Wolfsburg.

### RB Leipzig
Schlager vendte tilbage til Red Bull systemet i juni 2022, da han skiftede til RB Leipzig, efter at klubben betalte hans frikøbsklausul.

## Landsholdskarriere

### Ungdomslandshold
Schlager har repræsenteret Østrig på flere ungdomsniveauer.

### Seniorlandshold
Schlager debuterede for seniorlandsholdet den 23. marts 2018. Han var del af Østrigs trup til EM 2020.

## Titler
Red Bull Salzburg
- Østrigske Bundesliga: 4 (2015-16, 2016-17, 2017-18, 2018-19)
- ÖFB-Cup: 3 (2015-16, 2016-17, 2018-2019)